# Vester Skerninge Sogn

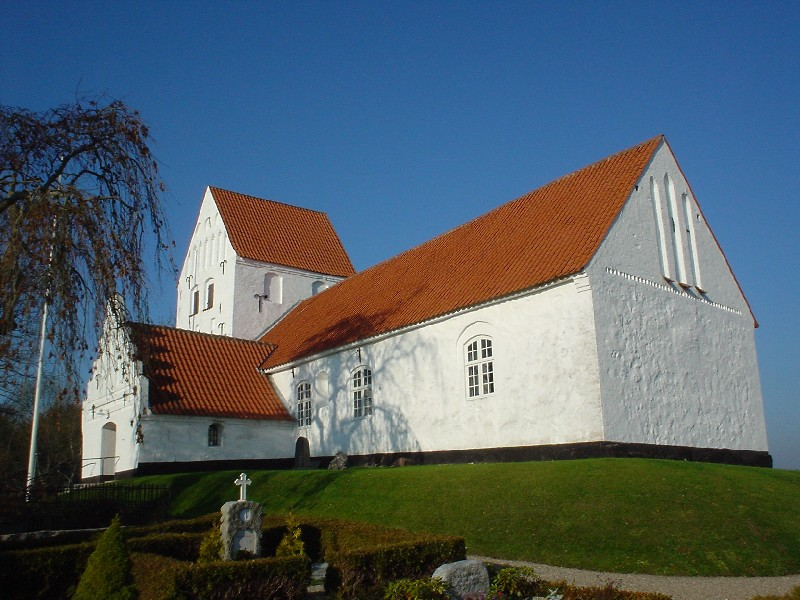
Vester Skerninge Kirke

Vester Skerninge Sogn ist eine Kirchspielsgemeinde (dän.: Sogn)
auf der Insel Fyn (dt.: Fünen) im südlichen Dänemark.
Bis 1970 gehörte sie zur Harde Sallinge Herred im damaligen Svendborg Amt, danach zur Egebjerg Kommune im
Fyns Amt, die im Zuge der  Kommunalreform zum 1. Januar 2007 in der
Svendborg Kommune in der Region Syddanmark aufgegangen ist.
Im Kirchspiel leben 1340 Einwohner, davon 1083 im Kirchdorf (Stand: 1. Januar 2023).
Im Kirchspiel liegt die Kirche „Vester Skerninge Kirke“.
Nachbargemeinden sind im Westen Ulbølle Sogn, im Norden Hundstrup Sogn, und im Osten Ollerup Sogn und Øster Skerninge Sogn.